# أحمد أباد (إقليد)
أحمد أباد (بالفارسية: احمدآباد) هي قرية تقع في Ahmadabad Rural District في إيران. يقدر عدد سكانها بـ 636 نسمة بحسب إحصاء 2016.